# العلاقات التنزانية الصربية
العلاقات التنزانية الصربية هي العلاقات الثنائية التي تجمع بين تنزانيا وصربيا.

## مقارنة بين البلدين
هذه مقارنة عامة ومرجعية للدولتين:
| وجه المقارنة                                              | تنزانيا                        | صربيا                                                      |
| --------------------------------------------------------- | ------------------------------ | ---------------------------------------------------------- |
| المساحة (كم2)                                             | 947.30 ألف                     | 88.36 ألف                                                  |
| عدد السكان (نسمة)                                         | 57.31 مليون                    | 7.02 مليون                                                 |
| الكثافة السكانية (ن./كم²)                                 | 60.5                           | 79.45                                                      |
| العاصمة                                                   | دودوما                         | بلغراد                                                     |
| اللغة الرسمية                                             | اللغة السواحلية، لغة إنجليزية  | اللغة الصربية                                              |
| العملة                                                    | شيلينغ تانزاني                 | دينار صربي                                                 |
| الناتج المحلي الإجمالي (بليون دولار)                      | 52.09 مليار                    | 41.43 مليار                                                |
| الناتج المحلي الإجمالي (تعادل القوة الشرائية) بليون دولار | 138.73 مليار                   | 100.13 مليار                                               |
| الناتج المحلي الإجمالي الاسمي للفرد دولار أمريكي          | 878                            | 5.24 ألف                                                   |
| الناتج المحلي الإجمالي للفرد دولار أمريكي                 | 2.54 ألف                       | 13.59 ألف                                                  |
| مؤشر التنمية البشرية                                      | 0.521                          | 0.771                                                      |
| رمز المكالمات الدولي                                      | +255                           | +381                                                       |
| رمز الإنترنت                                              | .tz                            | .rs، .срб ‏                                                 |
| المنطقة الزمنية                                           | ت ع م+03:00، توقيت شرق أفريقيا | توقيت وسط أوروبا، ت ع م+01:00، ت ع م+02:00، أوروبا/بلغراد ‏ |

## منظمات دولية مشتركة
يشترك البلدان في عضوية مجموعة من المنظمات الدولية، منها:
| علم المنظمة | اسم المنظمة                               | تاريخ انضمام تنزانيا | تاريخ انضمام صربيا |
| ----------- | ----------------------------------------- | -------------------- | ------------------ |
|             | مؤسسة التنمية الدولية                     | 6 نوفمبر 1962        | 25 فبراير 1993     |
|             | يونسكو                                    | 6 مارس 1962          | 20 ديسمبر 2000     |
|             | وكالة ضمان الاستثمار متعدد الأطراف        | 19 يونيو 1992        | 19 مارس 1993       |
|             | الأمم المتحدة                             | 14 ديسمبر 1961       | 1 نوفمبر 2000      |
|             | الاتحاد البريدي العالمي                   | ?                    | ?                  |
|             | البنك الدولي للإنشاء والتعمير             | 10 سبتمبر 1962       | 25 فبراير 1993     |
|             | الاتحاد الدولي للاتصالات                  | 31 أكتوبر 1962       | 1 يونيو 2001       |
|             | منظمة حظر الأسلحة الكيميائية              | ?                    | ?                  |
|             | مؤسسة التمويل الدولية                     | 10 سبتمبر 1962       | 25 فبراير 1993     |
|             | المركز الدولي لتسوية المنازعات الاستشارية | 17 يونيو 1992        | 8 يونيو 2007       |
|             | منظمة الشرطة الجنائية الدولية             | ?                    | ?                  |

## وصلات خارجية
- موقع وزارة الخارجية التنزانية
- موقع وزارة الخارجية الصربية